# Operation Taohid
Operation Taohid (Dari für „Einigkeit“) war eine afghanisch-geführte Offensivoperation von Truppen der afghanischen Sicherheitskräfte (Armee, Polizei, Geheimdienst) in enger Zusammenarbeit mit ISAF in der Provinz Baghlan, zur Vertreibung von Taliban und Aufständischen im Distrikt Baghlan-e-Jadid. Nach Ende der circa fünfwöchigen Kampfhandlungen ist der Distrikt inzwischen unter der Kontrolle der afghanischen Armee und Polizei.
Operation Taohid gilt als größte und längste gemeinsame Militäroperation von ISAF und afghanischen Sicherheitskräften in Nordafghanistan seit dem Sturz der Taliban im Jahr 2001.

## Hintergrund

### Geographisch-strategische Lage des Kunduz-Baghlan-Tals
Zwei von Nord nach Süd und West nach Süd-Ost verlaufende Haupthandelswege Afghanistans verbinden sich in der flusstalförmig gekennzeichneten Provinz Baghlan, bevor sie als Teil der ganz Afghanistan umspannenden „Ringstraße“ durch den Salangpass verlaufen. Eine dieser beiden Straßen verläuft von der afghanisch-usbekischen Grenzstadt Shir Khan Bandah in südliche Richtung entlang des Kunduz-Flusses durch die Stadt Kunduz und weiter durch die Provinz Baghlan nach Pol-e Chomri. Diese infrastrukturelle Signifikanz als wichtiger Versorgungskorridor sorgte bereits im afghanisch-sowjetischen Krieg dafür, dass Baghlan stetig umkämpft war.

### Verschlechterung der Sicherheitslage
Die Sicherheitslage in der Provinz Baghlan hatte sich in den letzten Jahren aufgrund verschiedener Ursachen signifikant verschlechtert: Baghlan zählte seit dem Sturz der Taliban durch eine internationale Staatengemeinschaft im Jahr 2001/2002 hauptsächlich zum Einflussgebiet der Hezb-e-Islami Gulbuddin (HiG) – einer alten Mudshaheddin-Fraktion, die sich weder der afghanischen Regierung noch den Taliban zuordnet. Die seit 2005 verstärkt stattfindende Rückführung afghanischer Flüchtlinge aus Pakistan und dem afghanisch-pakistanischen Grenzgebiet führte zu einer stetigen Zunahme der paschtunischen Bevölkerung in Baghlan. Diese Ethnie steht traditionell den Taliban nahe und unterstützt diese. Die Ansiedlung vieler Paschtunen in das ansonsten weitestgehend usbekisch-tadschikisch dominierte Nordafghanistan erleichterte es daher den langsam erstarkenden Taliban ab 2007 in deren Gebiete einzusickern und die eigene Machtbasis mit Hilfe der Bevölkerung sukzessive auszubauen. Dabei kam es immer wieder zu Kämpfen zwischen der HiG und den Taliban um die Sicherung der jeweiligen Machtbasis in Baghlan. Zudem sorgten Repressalien der afghanischen Polizei, die in der Provinz Baghlan überwiegend an den beiden Hauptverkehrsstraßen stationiert war, gegenüber der Bevölkerung für einen Vertrauensverlust gegenüber der afghanischen Regierung.

## Ausgangslage

### Angriffe auf afghanische Sicherheitskräfte
In den Jahren 2009 und 2010 nahmen die Angriffe von Taliban und HiG gegen die lokale Polizei, aber auch gegen Einheiten der afghanischen Armee, ISAF und ziviler Organisationen in der Provinz Baghlan deutlich zu. Vor allem die afghanische Polizei wurde vermehrt Ziel von Angriffen auf ihre Polizeistationen.

### Kämpfe zwischen Taliban und HiG
Im März 2010 begannen die aus ihrem Winterlager in Pakistan zurückkehrenden Taliban mit einer Großoffensive im Baghlan-e-Jadid Distrikt, um das Gebiet der HiG zu erobern, diese zu vertreiben und damit das Kunduz-Baghlan-Tal zu weiten Teilen zu kontrollieren. In den etwa einwöchigen Kämpfen gelang es den Taliban, große Teile des Einflussgebietes der HiG zu erobern. Insgesamt starben bei diesen Gefechten schätzungsweise 60 Menschen. Zudem traten gegen Ende der Kampfhandlungen bis zu 120 Angehörige der HiG auf die Seite der afghanischen Regierung über.

## Operation Taohid I
Infolge der Machtübernahme der Taliban im Baghlan-e-Jadid Distrikt entschlossen sich die afghanischen Sicherheitskräfte und ISAF zu einer Operation zur Verdrängung der Aufständischen. Absicht war es dabei, die Kontrolle über wichtige Brückenübergänge des Kunduz-Flusses im Baghlan-Tal zu gewinnen und dort Außenposten zu errichten, um einen dauerhaften Zugang in die Region zu erhalten und die Bewegungsfreiheit auf den Hauptverkehrswegen sicherzustellen. Nach einer Aufklärungsoperation, genannt Oqab-e-Bedar, folgten Kampfhandlungen, die vom 27. März bis 31. März stattfanden. Diese führten zur Eroberung mehrerer Brücken nahe der Ortschaft „New Baghlan“ durch die afghanische Armee und ISAF sowie zur Befreiung von mehreren Bergdörfern westlich der Ortschaft Baghlan von den Taliban. Im Anschluss daran wurde damit begonnen, sogenannte Brückenköpfe an den eroberten Brücken zu errichten, um das Gebiet langfristig halten zu können.

## Operation Taohid II

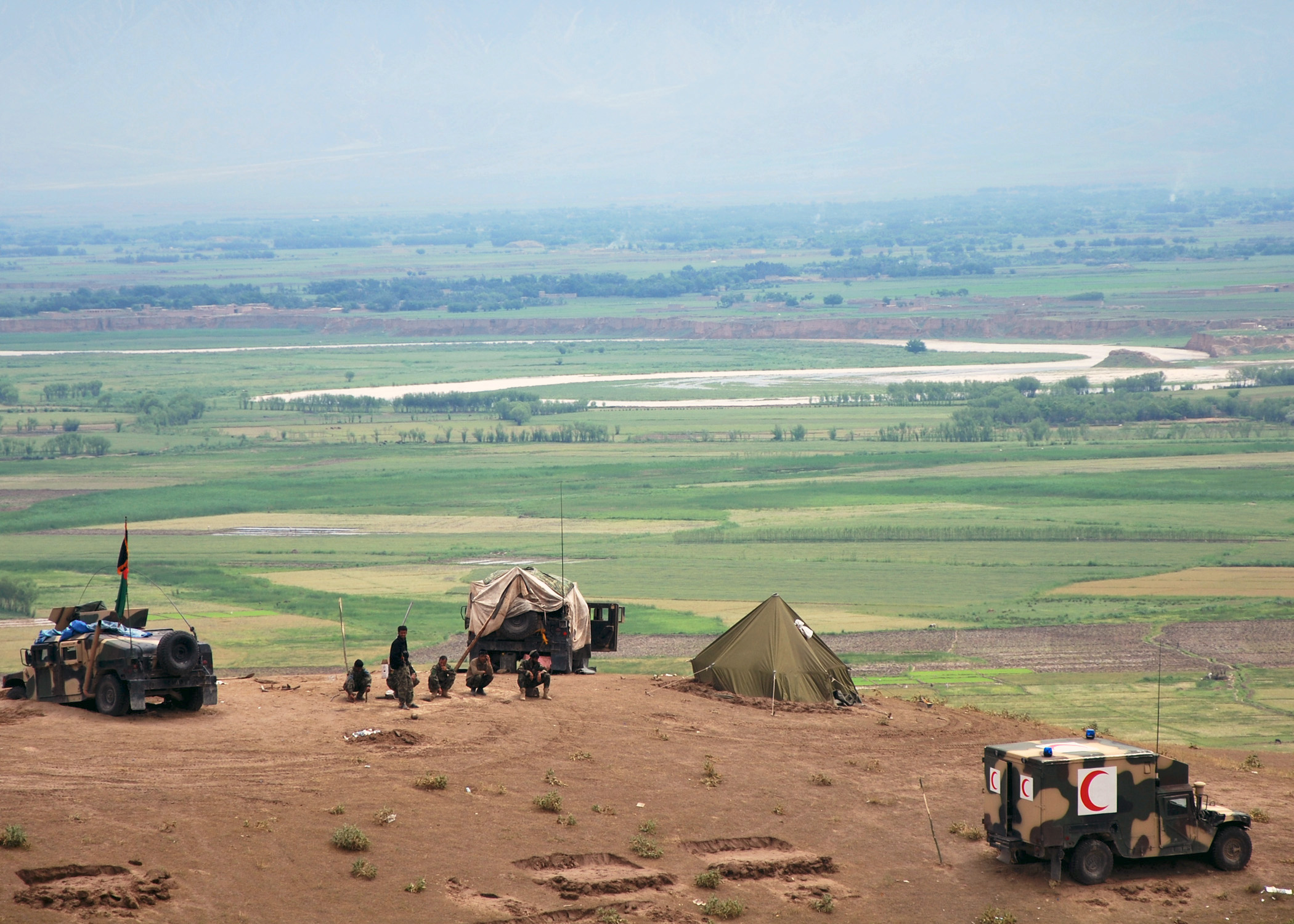
Eine Stellung der afghanischen Nationalarmee im District BAGHLAN-i-JAHDID während der Operation

Im Anschluss an den ersten Teil der Gesamtoperation begannen die afghanischen Streitkräfte mit Unterstützung der ISAF ab dem 14. April mit der Ausweitung des eroberten Gebietes.

Bei der Überquerung einer Brücke („Dutch Bridge“) bei Kuk Chenar durch Einheiten der afghanischen Armee und deren deutscher Ausbilder (OMLT) kam es am 15. April zu einem Anschlag auf ein gepanzertes Fahrzeug der ISAF, bei dem drei deutsche Soldaten starben und mehrere zum Teil schwer verwundet wurden. 

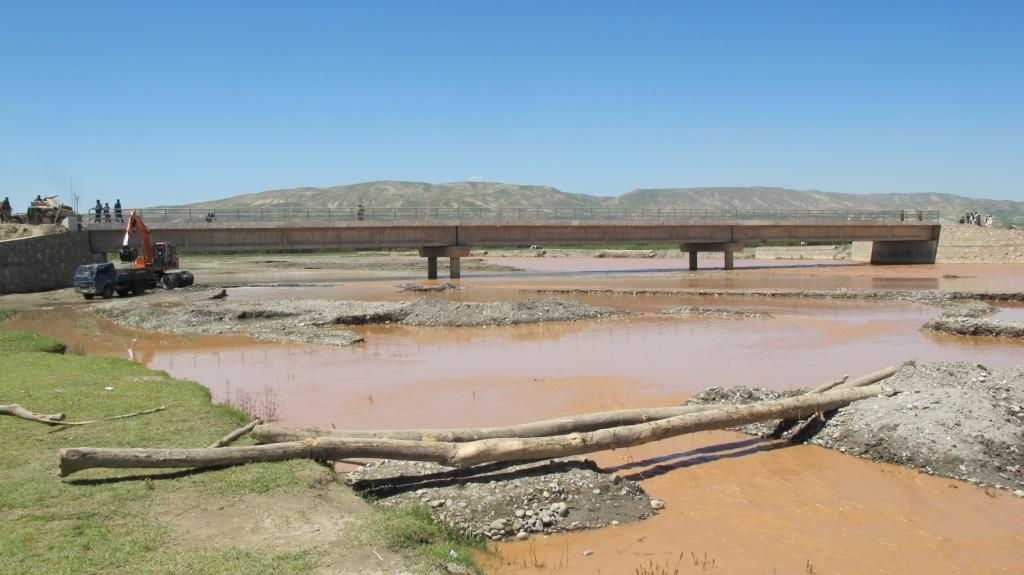
Kuk-Chenar-Brücke, die während der Operation von den Alliierten erobert wurde

Am selben Tag geriet ein Bergetrupp der Bundeswehr, der auf dem Weg zur Anschlagstelle war, nördlich der Stadt Pol-i-Khumri in einen Hinterhalt, bei dem das Sanitätsfahrzeug der Kolonne durch eine Panzerabwehrrakete getroffen wurde. Der im Fahrzeug befindliche Rettungsarzt wurde dabei getötet. Medienberichten zufolge wurden bei Gefechten zwischen Taliban und Koalition bis zum 18. April mehr als 20 Taliban getötet. Aufgrund des zunehmenden militärischen Drucks auf die Aufständischen ergaben sich acht Taliban-Kämpfer am 24. April in der gemeinsamen Operationsbasis der Alliierten in Puza-i-Eshan unter der Anwesenheit der beiden kommandierenden Generäle Haji Murad Ali und Frank Leidenberger. 

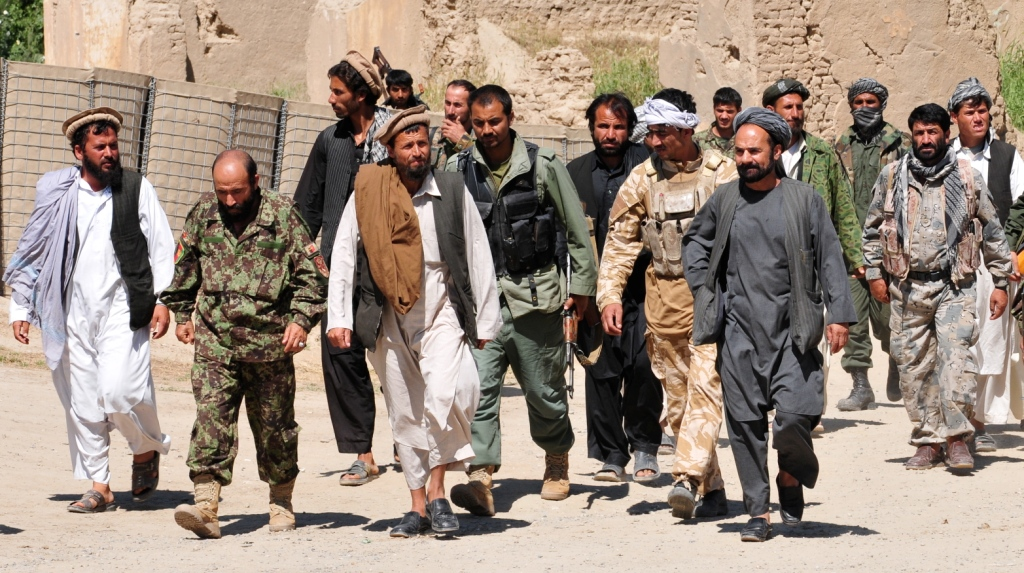
Taliban-Kämpfer ergeben sich während der Operation

 Die Kampfhandlungen zwischen den Konfliktparteien intensivierten sich bis Mitte Mai und führten zum Tod oder zur Gefangennahme von insgesamt 13 Taliban. Dabei soll es, Berichten der Bundeswehr zufolge, auf afghanischer Seite auch zum Einsatz von Mi-35 Kampfhubschraubern gekommen sein.

## Operation in Dahana-i-Gori
Um die in Richtung Norden nach Kunduz und in den Süden in Richtung Pol-i-Khumri ausweichenden Taliban an einer Rückkehr nach Baghlan oder einer Neuformierung in den angrenzenden Nachbardistrikten zu hindern, führten afghanische Sicherheitskräfte und ISAF in unmittelbarem Anschluss an Taohid II eine Operation im Distrikt Dahana-i-Gori durch. Die dorthin geflohenen Taliban hatten bereits begonnen, Dörfer zu besetzen und Einheiten der Polizei anzugreifen. In der einwöchigen „Säuberungsoperation“ kamen neun Taliban ums Leben und elf wurden verwundet.

## Operation Taohid III
Zwischen dem 28. Juni und dem 11. August 2010 führten die afghanische Armee und Einheiten der ISAF den abschließenden Teil der Operation Taohid in Baghlan durch. Ziele der militärischen Aktivitäten waren der Ausbau des Einflussgebietes der afghanischen Regierungsorganisationen, die weitere Verdrängung der Aufständischen aus den Ballungsräumen und die Etablierung einer permanenten, flächendeckenden Präsenz von ISAF und ANA.
Dabei war es gelungen, die Übergriffe von militanten Aufständischen auf die Zivilbevölkerung zu minimieren und stattdessen die Maßnahmen der zivile Entwicklungshilfe zu steigern.
In der langanhaltenden Operation kam es zum Teil zu heftigen Gefechten zwischen gemischten Einheiten aus Afghanen, Deutschen und Amerikanern.
Eine endgültige Kontrolle vor allem entlang der beiden Hauptversorgungsrouten haben ISAF und afghanische Sicherheitskräfte jedoch noch nicht erlangt. So geriet eine ungarische Patrouille auf der Hauptstraße von Pol-i-Khumri nach Masar-e-Sharif in einen komplexen Hinterhalt, bei dem drei ungarische Soldaten verwundet und ein S1 Feldwebel des ungarischen PRTs unmittelbar getötet wurde. Eine Soldatin verstarb am 7. September 2010 in einem Krankenhaus in Budapest an den Folgen ihrer schweren Kopfverletzungen.
Zwischen September und Oktober 2010 rückten Einheiten der afghanischen Armee, der deutschen Quick Reaction Force und eine Einheit der amerikanischen Special Forces in ein Gebiet zwischen den beiden Hauptverkehrsstraßen ("Highway Triangle") nördlich von Pol-i-Khumri vor, um die dort operierenden Taliban zu vertreiben. Dabei kam es über Tage zu starken Gefechten mit dem Einsatz von Schützenpanzern, Luftnahunterstützung und Mörsern. Das dabei von der ISAF freigekämpfte Gebiet um Shahabuddin und Aka-Khel konnte zunächst gehalten und mithilfe von lokalen Milizen in einem Combat Outpost gesichert werden.
Nachdem die Taliban diesen Miliz-Außenposten nach ca. vier Wochen überrannten, gelang es der Quick Reaction Force, diesen in einem dreitägigen Gefecht zurückzuerobern. Seitdem war ISAF bis zum Abzug 2021 permanent mit eigener Truppe in Shahbuddin stationiert.
Am 7. Oktober 2010 fiel an diesem Combat Outpost nahe der Ortschaft Aka-Khel ein deutscher Sanitätssoldat, als sich ein Selbstmordattentäter im Gespräch mit diesem in die Luft sprengte. Im Anschluss an diesen Anschlag kam es zu stundenlangen, schweren Gefechten zwischen ISAF und Taliban.

## Gezielte Bekämpfung der gegnerischen Führung
Während der Operation Taohid wurde seitens der Koalition eine gezielte Bekämpfung und Ausschaltung der Taliban-Führung durchgeführt. Bereits am 14. Mai wurde der selbsternannte Schattengouverneure der Provinz Baghlan, Maulawi Ruhollah, und vier Unterführer durch ISAF-Spezialkräfte getötet. Einheiten der Koalition nahmen am 20. Mai einen Taliban-Kommandeur in der Provinz Baghlan und seinen Begleiter in einer Nachtoperation gefangen.
In der Nacht des 28. Mai töteten Koalitionstruppen den Schattengouverneur der Taliban in Baghlan und mehrere seiner Begleiter durch einen gezielten Luftangriff.
In einer unmittelbar darauf folgenden Operation am 30. Mai wurde der Nachfolger des getöteten Schattengouverneurs gefangen genommen und mehrere seiner Begleiter getötet. Bei dieser Operation musste ein beschädigter Hubschrauber der Koalitionstruppen notlanden und wurde vor Ort zerstört. Damit gelang es Einheiten der Alliierten innerhalb einer Woche dreimal, die jeweils neu designierten Taliban-Schattengouverneure von Baghlan gefangen zu nehmen oder zu töten. Am 22. Juni nahmen ISAF-Einheiten den Finanzchef der Taliban in Baghlan in seinem Versteck in der südafghanischen Provinz Helmand gefangen.

## Ergebnisse
Die Operation führte zur Verdrängung der Taliban aus dem Distrikt Baghlan-e-Jadid und zur nachhaltigen Ausweitung des Einflusses der Alliierten in der strategisch wichtigen Provinz Baghlan. Durch die Besetzung von drei Brückenköpfen am Kunduz-Fluss gelang es der afghanisch-internationalen Koalition, die afghanische Bevölkerung von der Unterdrückung durch HiG und Taliban zu befreien und die Haupthandelsstraße aus Usbekistan nach Kabul für den freien Verkehr zu öffnen.

## Angebliche Ablehnung der Operation Taohid II durch ISAF
Am 18. April veröffentlichte die Bild-Zeitung einen Artikel, der vermeintliche Diskrepanzen zwischen dem ISAF-Regionalkommando Nord unter der Führung von Brigadegeneral Leidenberger und der ISAF-Operationszentrale in Kabul im Vorgriff auf den Beginn der Operation Taohid II thematisiert. General Leidenberger habe demzufolge gegenüber seinen Vorgesetzten von der Beteiligung seiner Truppen an der bevorstehenden Operation abgeraten. Aufgrund von nicht zur Verfügung stehenden Truppen und der mangelnden Qualität der afghanischen Partnereinheiten habe dieser die Aussetzung der Operation beantragt. Eine diesbezügliche Recherche des ZDF-Nahost-Experten Hans-Ulrich Gack ergab hingegen, dass das Regionalkommando North keine derartigen Anträge gestellt hat, sondern die Operationszentrale in Kabul darüber informierte, dass man in Ermangelung an ausreichend deutschen Einheiten auch auf Partnereinheiten aus den USA, Belgien und Schweden zurückgreifen werde, um die Operation zu unterstützen.